# Geng Lijuan
Geng Lijuan (Hebei, 15 januari 1963) is een in China geboren, maar sinds 1989 voor Canada uitkomende tafeltennisspeelster. Samen met Dai Lili werd ze in Göteborg 1985 wereldkampioene dubbelspel. Twee jaar later won ze met Hui Jun de wereldtitel gemengd dubbel in New Delhi.

## Sportieve loopbaan
Geng werd als Chinese vier keer wereldkampioen. Behalve haar wereldtitels in individuele disciplines, won ze zowel in Tokio 1983 als in 1985 het WK voor landenploegen met de nationale ploeg. Twee keer moest Geng genoegen nemen met zilver. In 1985 haalde ze ook de eindstrijd in het enkelspel, waarin ze het goud aan Cao Yanhua moest laten. Twee jaar daarvoor verloor de Chinese samen met Huang Junqun haar eerste dubbelspelfinale van landgenotes Dai Lili en Shen Jianping. De gewonnen dubbelspelfinale van 1985 was er daarom een vol met bekende gezichten, toen ze mét Dai Lili het duo Cao Yanhua/Ni Xia Lian klopte.
Het wereldkampioenschap van 1987 was het vierde en laatste waarin Geng voor China uitkwam, want van 1991 tot en met 2001 kwam ze op zeven WK's uit voor Canada. Dichter bij een vijfde titel dan kwartfinaleplaatsen in zowel het enkel-, dubbel- als gemengd dubbelspel kwam ze niet meer.
Geng vertegenwoordigde Canada van 1996 tot en met 1999 op de ITTF Pro Tour, waarop ze in 1996 wel het dubbelspeltoernooi van de Amerika Open won en in het enkelspel de finale haalde. Op haar nieuwe thuiscontinent kende de geboren Chinese haar gelijke amper tot niet. Ze won er het Noord-Amerikaanse kampioenschap enkelspel in 1991, 1992, 1994, 1995, 1996, 1998 en 2000 en het dubbelspel van hetzelfde evenement in 1992, 1996, 1998 en 2002. Tevens won Geng op de Pan-Amerikaanse Spelen van 1995 de enkel-, dubbel- en gemengd dubbelspeltitel en met de Canadese ploeg het landentoernooi. Geng vertegenwoordigde Canada op de Olympische Zomerspelen 1996 en die van 2000. Beide keren strandde ze bij de laatste zestien.

## Erelijst
Belangrijkste resultaten:
- Wereldkampioene dubbelspel 1985 (met Dai Lili)
- Wereldkampioene gemengd dubbel 1987 (met Hui Jun)
- Winnares WK landenteams 1983 en 1985 (met China)
- Winnares Aziatisch kampioenschap dubbelspel 1984 (met Dai Lili)
- Winnares Aziatische Spelen dubbelspel 1986 (met Dai Lili)
- Winnares Pan-Amerikaanse Spelen 1995 enkel-, dubbel en gemengd dubbelspel en het landentoernooi (met Canada)
- Winnares Noord-Amerikaans kampioenschap enkelspel 1991, 1992, 1994, 1995, 1996, 1998 en 2000
- Winnares Noord-Amerikaans kampioenschap dubbelspel 1992 (met Xiaowen Barbara Cui-Chen), 1996, 1998 (met Petra Cada) en 2002 (met Marie-Christine Roussy)
- Winnares Noord-Amerikaans kampioenschap gemengd dubbel 1998
- Winnares ITTF Pro Tour Amerika Open dubbelspel 1996 (met Xiaowen Barbara Cui-Chen)